# Synagoge Schomre Schabos (Český Těšín)

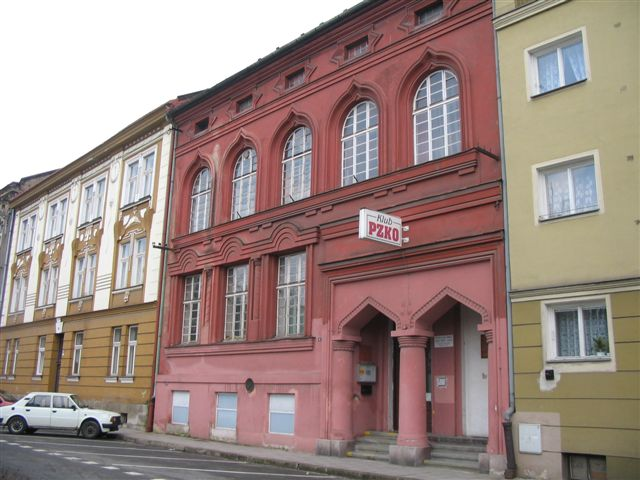
Synagoge in Teschen

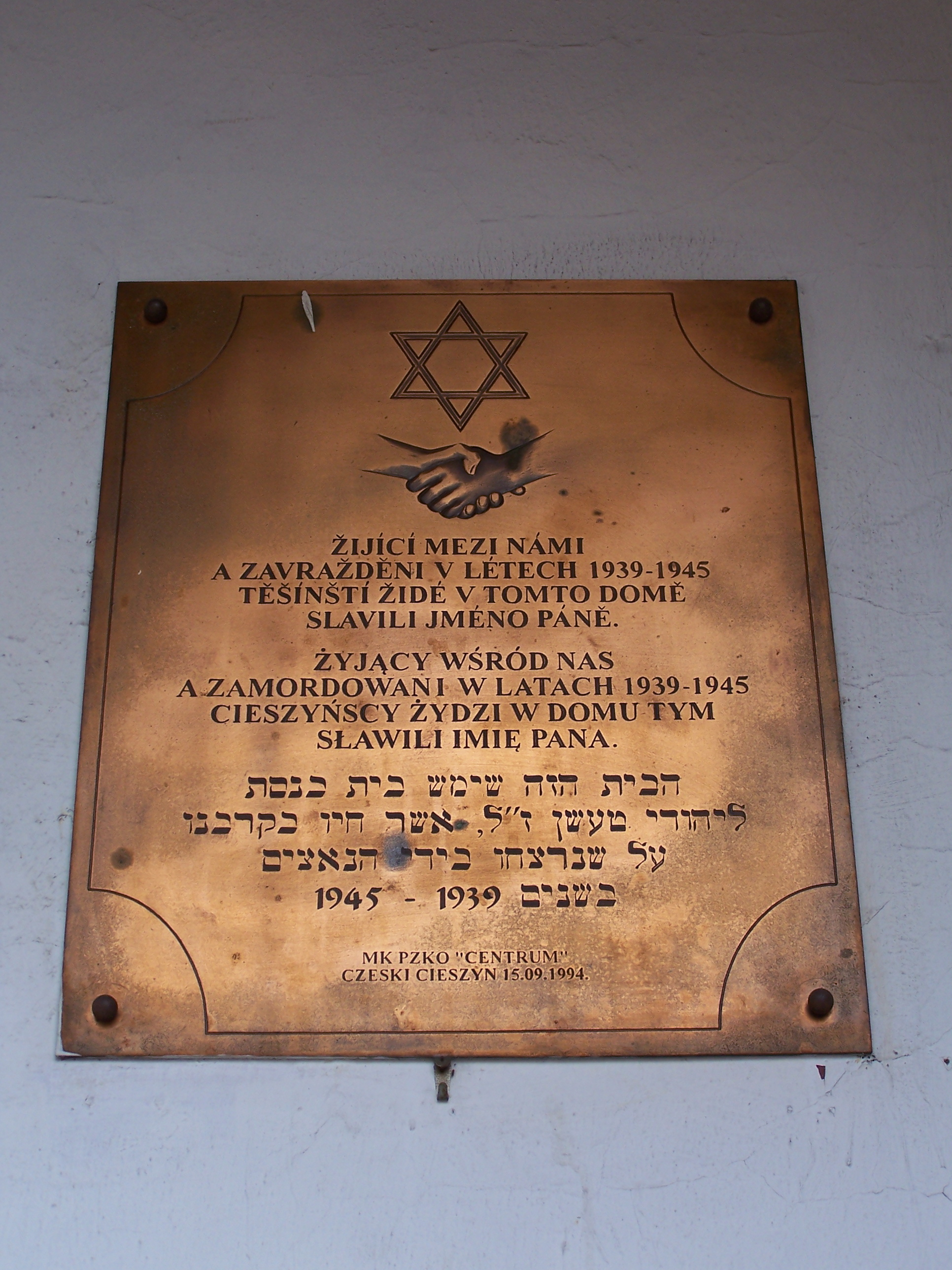
Gedenktafel zur Erinnerung an die ermordeten Gemeindemitglieder während der Shoah

Die Synagoge Schomre Schabos in Český Těšín (deutsch Teschen, polnisch Czeski Cieszyn), einer Stadt in Tschechien (sie ist der in Tschechien gelegene Teil der tschechisch-polnischen Doppelstadt Český Těšín – Cieszyn), wurde 1928 errichtet. Sie diente der orthodoxen jüdischen Gemeinde bis 1939 als Gotteshaus.

## Beschreibung
Die Synagoge in der Bočkova-Straße Nr. 16 wurde als Reihenhaus nach Plänen des Stadtbaumeisters Eduard David gebaut. Rechts und links schließen sich Wohnhäuser an, nur durch ihre ungewöhnliche Fassade mit karmesinroter Farbe hebt sie sich von der Reihenhausbebauung ab. Der Betsaal im ersten Obergeschoss besitzt fünf im orientalisierenden Stil gehaltene Fenster zur Straße. Das Portal mit zwei Eingängen wird von zwei Bögen auf Säulen ruhend geschmückt.

## Heutige Nutzung
Die einzige noch erhaltene Synagoge in Teschen dient seit 1967 dem polnischen Kulturklub in Tschechien PZKO (Polský kulturně-osvětový svaz v České republice) als Kultur- und Begegnungshaus.